# Kāya
Pour les articles homonymes, voir kaya.
Kāya (sanskrit et pali ; devanagari : काय) signifie « accumulation, groupe, corps ». Le terme, utilisé dans le bouddhisme, peut désigner soit le corps physique (rūpa-kāya) soit le corps mental (nāma-kāya) composé des sensations (vedanā), perceptions (saññā), formations mentales (sankhāra) et de la conscience (viññāna). Ces deux corps forment les cinq agrégats (pañcaskandhī).